# Croce Rossa della Corea del Nord

Il simbolo della Società della Croce Rossa della Repubblica Popolare Democratica di Corea.

La bandiera della Società della Croce Rossa della Repubblica Popolare Democratica di Corea.

La Società della Croce Rossa della Repubblica Popolare Democratica di Corea è la società nazionale di Croce Rossa della Repubblica Popolare Democratica di Corea,  più comunemente nota come "Corea del Nord".
La sede dell'associazione si trova nella capitale Pyongyang.

## Denominazione ufficiale
- Red Cross Society of the Democratic People's Republic of Korea[1] in lingua inglese, denominazione utilizzata presso la Federazione; viene abbreviato come DPRK Red Cross dove DPRK è acronimo di "Democratic People's Republic of Korea", (Repubblica Popolare Democratica di Corea, abbreviata in RPDC).

## Storia
La Croce Rossa nazionale non era mai stata coinvolta in operazioni di soccorso di portata nazionale fino al 1995, anno in cui si trovò ad affrontare le conseguenze di una disastrosa alluvione. In quell'occasione intervenne la Federazione Internazionale che supportò la distribuzione di cibo e l'allestimento di rifugi nelle zone colpite.

## Attività
La Croce Rossa nazionale, insieme alla Federazione Internazionale, è una delle poche organizzazioni umanitarie autorizzate ad operare sul territorio della Repubblica Democratica Popolare di Corea ed è anche la più grande; la RDPC basa sulla Società Nazionale di Croce Rossa la propria capacità di prepararsi ai disastri e portare soccorso alla popolazione.
I volontari ed il personale della Croce Rossa nordcoreana sono impegnati nel primo soccorso, nell'educazione sanitaria ed igienica; si occupano dell'evacuazione della popolazione in caso di disastri, allestimento dei rifugi e distribuzione del cibo in coordinamento con le autorità.
La Federazione Internazionale ne appoggia lo sviluppo al fine di renderla in grado di espletare il suo mandato di pianificazione delle emergenze, prevenzione e mitigazione delle conseguenze.
Le operazioni di prevenzione includono il rafforzamento degli argini, il mantenimento delle vie navigabili e il rimboschimento per ridurre la vulnerabilità alle alluvioni e frane nelle stagioni umide.
Grazie anche al supporto della Croce Rossa australiana, oltre 5000 volontari sono stati addestrati alle attività di prevenzione e protezione civile; le riserve di emergenza sono state decentrate e riposizionate in magazzini periferici.

### Acqua potabile
Un programma a lungo termine per l'acqua potabile e l'igiene mira a portare il sistema idrico a soddisfare le esigenze di 100.000 persone in più, nelle aree semi-urbane, ogni anno per tre anni tra il 2009 ed il 2011; lo stesso programma prevede una campagna di educazione all'igiene, la formazione dei tecnici locali per la gestione e la manutenzione delle reti e il potenziamento degli impianti di potabilizzazione